# シャルル3世 (モナコ公)
シャルル3世（フランス語: Charles III、1818年12月8日 – 1889年9月10日）は、モナコ公（在位：1856年6月20日 – 1889年9月10日）。

## 生涯
フロレスタンの長男として生まれる。1861年に自由都市を宣言してモナコからの離脱を表明したマントンとロクブリュヌをフランスに割譲し、その見返りとして保護下にあったサルデーニャ王国から独立し、独立国としての主権を得た。
領土の大半を失ったモナコは新たな財源を得る必要に迫られた。当時はまだ“スペルゲス”と呼称される荒地だったモナコ近郊の土地を、地中海性気候といった利点を見出し、高級リゾート地として発展する可能性に目を付けて開発に力を入れる様に指示、禁止されていたカジノの経営を許可した事から、モナコが今日のようなリゾート大国になる礎を築いた。カジノと観光収入によって、国民が税金を納める必要が無くなったのも、シャルル3世の代からである。
この功績から、現在ではこの周辺一帯を“モンテカルロ（シャルルの山）”と呼んでいる。

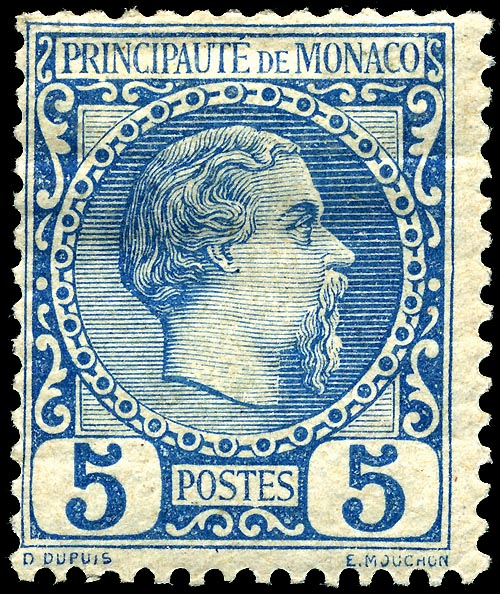
シャルル3世が印された切手（1885年）

## 引用・脚注
1. ↑  “モナコ公国（Principality of Monaco） 基礎データ”. 日本国外務省 Ministry of Foreign Affairs of Japan. 2020年2月10日閲覧。